# 滑鐵盧 (印第安納州)
滑鐵盧（英語：Waterloo）是一個位於美國印地安納州迪卡爾布縣的城鎮。

## 地理
滑鐵盧的座標為41°25′53″N 85°01′21″W / 41.43139°N 85.02250°W，而該地的平均海拔高度為276米（即906英尺）。

## 人口
根據2010年美國人口普查的數據，滑鐵盧的面積為4.54平方千米，當中陸地面積為4.54平方千米，而水域面積為0.00平方千米。當地共有人口2242人，而人口密度為每平方千米494人。